# 沙佩
沙佩（法語：Chapet，法語發音：[ʃapɛ] ⓘ）是法国伊夫林省的一个市镇，属于芒特拉若利区。

## 地理
沙佩（48°57'59"N, 1°56'1"E）面积5.1 平方千米，位于法国法蘭西島大區伊夫林省，该省份为法国北部内陆省份，北起瓦兹河谷省，西接厄尔省，西南接厄尔-卢瓦省，东南接埃松省，东临上塞纳省。
与沙佩接壤的市镇（或旧市镇、城区）包括：埃克维伊、莫兰维利耶、萊米羅、塞纳河畔韦尔讷伊、维尔努耶。

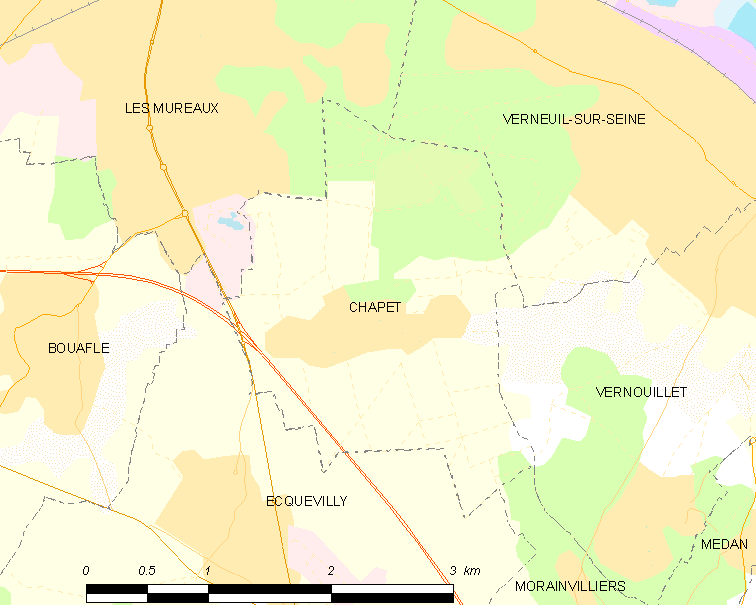
沙佩的OSM定位图

沙佩的时区为UTC+01:00、UTC+02:00（夏令时）。

## 行政
沙佩的邮政编码为78130，INSEE市镇编码为78140。

## 政治
沙佩所属的省级选区为莱米罗县。

## 人口

1962-2008年间沙佩人口变化图示

沙佩于2022年1月1日时的人口数量为1337人。